# 알천남로
알천남로(Alcheonnam-ro)는 대한민국의 경상북도 경주시 성건동 황성대교삼거리에서 시작하여, 구황동을 거쳐 구황교네거리까지 연결하는 도로이다.

## 노선 경로
| 황성대교삼거리                           | 강변로      | 경주 · 경주 나들목 방향 포항 방향 |
| 삼거리 명칭 미상                         | 금성로      |                                   |
| 삼거리 명칭 미상                         | 봉황로      |                                   |
| 삼거리 명칭 미상                         | 동문로      |                                   |
| 삼거리 명칭 미상                         | 북정로      |                                   |
| 네거리 명칭 미상                         | 원화로      | 포항 방향 경주 · 울산 방향        |
| 교량 명칭 미상                           | 동해선 통과 |                                   |
| 삼거리 명칭 미상                         | 양정로      |                                   |
| 네거리 명칭 미상                         | 임해로      |                                   |
| 삼거리 명칭 미상                         | 분황로      | 경주 방향 진입 ↓                  |
| 구황교네거리                             | 산업로      | 포항 방향 울산 방향 진입 ↑        |
| 경감로와 직결 (보문관광단지 · 감포 방향) |             |                                   |

## 주요 건물 및 시설
| 표기 | 건물명                 | 도로명주소                              |
| ---- | ---------------------- | --------------------------------------- |
| 짝수 | 성건자율방범대         | 경상북도 경주시 알천남로 80 (성건동)    |
| 짝수 | 경주소방서             | 경상북도 경주시 알천남로 276 (황오동)   |
| 짝수 | 국립경주박물관직원주택 | 경상북도 경주시 알천남로 284-3 (황오동) |
| 짝수 | 성림문화재연구원       | 경상북도 경주시 알천남로 298 (구황동)   |

## 같이 보기
- 북천